# Cornell (Comtat de Modoc)
Cornell és una comunitat no incorporada (unincorporated community) del Comtat Modoc (Modoc County) de Califòrnia, Estats Units. Està situada sobre el Southern Pacific Railroad 6.5 milles (10 km) al sud-sud-oest de Newell, Califòrnia, està ubicada al nord de l'estat de Califòrnia i a una altitud e 1.257 m.
Una oficina de correus va funcionar a Cornell de 1884 fins a 1904.